# 止まらないシャックリ
止まらないシャックリ（Hic-cup Pup 1954年4月17日公開）は、トムとジェリーの作品の一つ。日本においては2025年1月1日以降パブリックドメインである。

## スタッフ
- 監督 - ウィリアム・ハンナ　ジョセフ・バーベラ
- 製作 - フレッド・クインビー
- 作画 - ケネス・ミューズ　エド・バージ　レイ・パターソン　アーヴン・スペンス
- 背景 - ロバート・ジェントル
- 音楽 - スコット・ブラッドリー

## 作品内容
タイクを寝かしつけていたスパイク。しかしその矢先ジェリーを追いかけていたトムはその騒ぎでタイクを起こしてしまう。目を覚ましたタイクはシャックリをし始め、スパイクは激怒。「うちの息子は寝ている間に起こされるとシャックリが止まらなくなるんだ。今度静かにしなかったらただじゃおかねえぞ!」とトムに警告する。
ジェリーはそれに付け込み、トムの攻撃をかわしつつスパイクとタイクの前でトムに大きな音を立てさせようといろいろと悪戯を働く。こうしてジェリーを何とか捕まえたいトム、息子をビックリさせたくないスパイクを巻き込んでのドタバタ劇に発展する。スパイクは騒音でタイクが起きてしまう度懸命に寝かしつけていたが、ついには自分にまでタイクのシャックリがうつってしまいとうとう堪忍袋の緒が切れる。
一方、ジェリーを追うトムは雨樋を伝って屋根に登ろうとするが雨樋が折れ、スパイク、タイクの目の前に落ちてしまう。スパイクの制裁を恐れるあまりトムは穴を掘り出し自ら地面に隠れるが、転落した時のショックで逆にスパイクとタイクのシャックリが止まっていた。これにスパイクは大喜びし、「ありがとう、これもキミのおかげだ。これからはお前が何をやったって気にしねえぜ」とトムに感謝する。珍しくスパイクに褒められたトムは、きょとんとしていた。
それを聞いたジェリーは「健康のため南部へ下る」と書置きを残しトムから逃げ出してしまった。
本作は一応トムが勝利する珍しい話である。

## 登場キャラクター
トム
昼寝の邪魔をしたとして当初スパイクにしばき上げられていたが、ジェリーを追う自身が雨樋から転落したショックでスパイク・タイク親子のシャックリを止めたため、最後はその手柄をスパイクに褒められた。
ジェリー
トムの攻撃を巧みにかわしつつ、トムに（ホースにラッパを差し込んで吹かせるなど）大きな音を出させる悪戯を仕掛ける。だが最後はトムが結果的にスパイクとタイクのシャックリを止めたことをスパイクに褒められ、勝ち目が無くなったため、書置きを残し逃げ出した。
スパイク
タイクの昼寝の邪魔をされたことでジェリーを追いかけるトムをしばき上げる。ついにはタイクのシャックリが自分にまでうつってしまうが、トムが雨樋から転落したショックで自分達のシャックリが止まったため、トムに感謝する。
タイク
寝ている間に大きな音などで目を覚ますとシャックリが止まらなくなる体質を持つ。
カナリア
冒頭でタイクの揺り籠に止まり囀ろうとするが、タイクが起きてしまうためスパイクに止められる。